# Lechner A-390

Ilustração de uma embarcação da classe Lechner A-390.

A classe Lechner A-390, também conhecida simplesmente como Lechner, é uma classe de iates clássicos de corrida. Esta versão substituiu o Windglider e a Division II segundo as proposições da Federação Internacional de Vela por um modelo de 6,70 m², depois foi renovado em 1992, com uma nova vela de 7,30 m² projetada por Neil Pryde e modificações na placa central plano e a raiz do mastro.
Os apêndices também são modificados e têm a gravação One design, a asa traseira é ampliada e a barbatana é movida para trás. O pé do mastro também é recuado, embora ajustável. Esta classe fez parte do programa da vela nos Jogos Olímpicos de Verão de 1992.